# كونراد هال
كونراد هال (بالإنجليزية: Conrad Hall)‏ هو مصور سينمائي وكاتب سيناريو أمريكي، ولد في 21 يونيو 1926 في بابيتي في فرنسا، وتوفي في 4 يناير 2003 في سانتا مونيكا في الولايات المتحدة بسبب سرطان المثانة.

## وصلات خارجية
- كونراد هال على موقع IMDb (الإنجليزية)
- كونراد هال على موقع ألو سيني (الفرنسية)
- كونراد هال على موقع أول موفي (الإنجليزية)
- كونراد هال على موقع قاعدة بيانات الأفلام السويدية (السويدية)
- كونراد هال على موقع ديسكوغز (الإنجليزية)
- كونراد هال على موقع قاعدة بيانات الفيلم (الإنجليزية)
- كونراد هال على موقع كينوبويسك (الروسية)